# Gyűrűsfarkú maki
A gyűrűsfarkú maki vagy más néven katta (Lemur catta) az emlősök (Mammalia) osztályába, a főemlősök (Primates) rendjébe és a makifélék (Lemuridae) családjába tartozó faj.

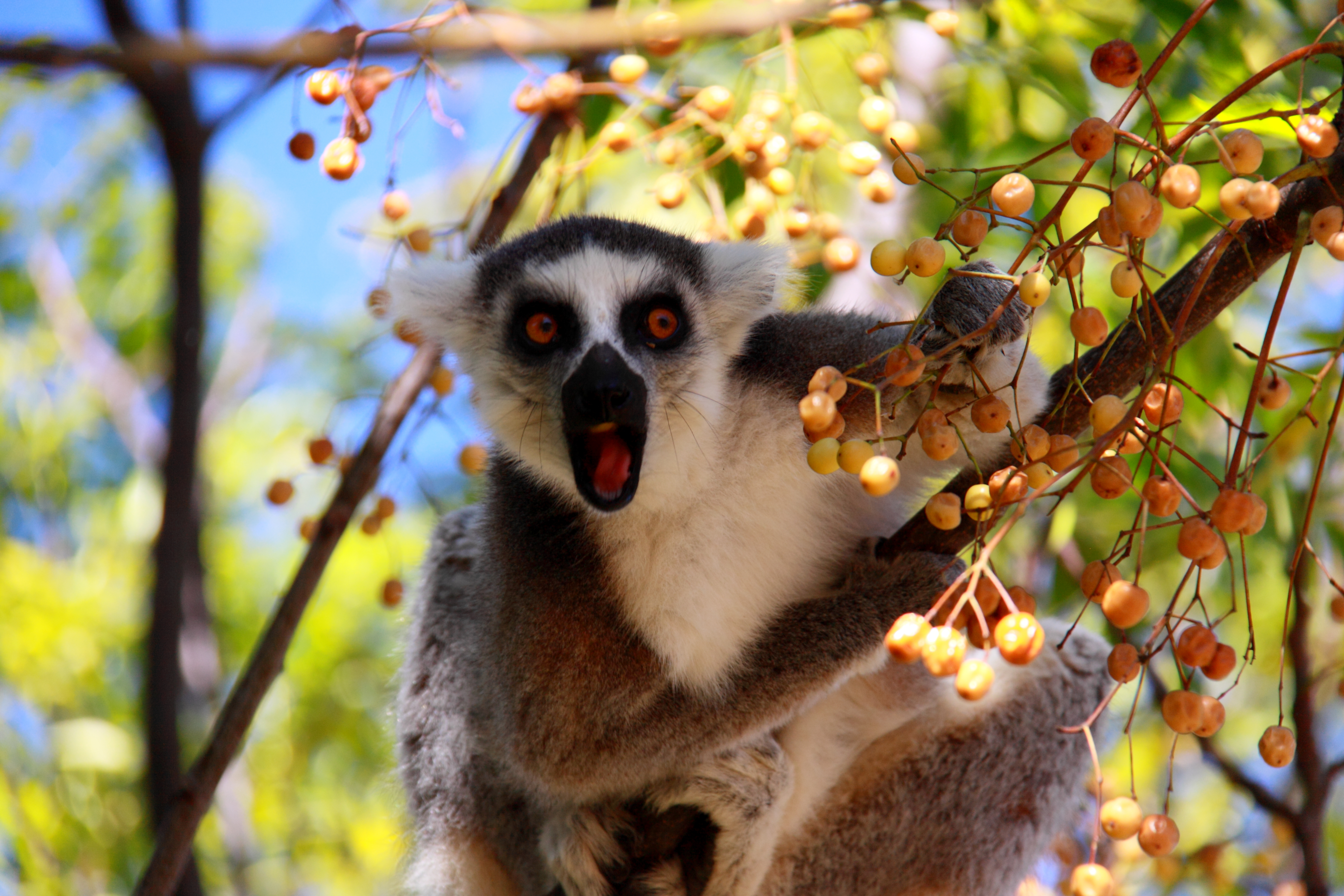
Gyűrűsfarkú maki táplálkozás közben

## Elterjedése
Madagaszkár déli, délnyugati és délkeleti területein él. Változatos élőhelyeken fordul elő, előnyben részesíti a galériaerdőket, a száraz, lombhullató erdőket és bozótosokat.

## Megjelenése
Testhossza 38,5–45,5 cm, farka ennél hosszabb, 56–62,5 cm. Testtömege 2-3,5 kg. Dús szőrzetének alapszíne szürke, a háton barnás, a hasoldalon pedig fehér. Arca szintén fehér, de orra és szemkörnyéke fekete. Legfeltűnőbb rajta a hosszú, fekete-fehéren gyűrűzött farok – a nevét is erről kapta. A két nem nem különbözik feltűnően. Alsó fogsorának metsző- és szemfogai úgynevezett fogfésűt alkotnak, és ezt szőrzetük ápolására használják.

## Életmódja, élőhelye
A katták csoportokban élnek, egy csoportot átlagosan 12-24 egyed alkot, melyben a nőstények a dominánsak. Más lemurfajokhoz képest kevésbé territoriálisak, többnyire csak a szaporodási időben őrzik területüket. A csoport nőstényei egymással rokonságban állnak, mivel a nőstény utódok a szülői csoportban maradnak. A hímek azonban 3-5 éves korukban elhagyják a csoportot, melyben a világra jöttek. A hímek a szaporodási időn kívül gyakran fiúcsapatokat alkotnak.
Az egyedek közötti kommunikációban a vizuális, a hanggal és a szaggal történő kommunikációnak is fontos szerepe van. 28 különböző hangjelzésük különböztethető meg. A vizuális kommunikációnak a csoporton belüli kapcsolatokban van jelentős szerepe. Illatmirigyeik - melyek a nemi szervek környékén, a csuklón, valamint a hímek esetében a felkaron helyezkednek el - váladékát a csoporton belüli kommunikáción kívül a területjelzésre használják. Utóbbi esetben illatmirigyeiket különböző tereptárgyakhoz, például faágakhoz dörzsölik, míg előbbi esetben mirigyeik váladékával farkukat kenik be, majd farkukat a magasba emelik. Ragadozóik a fosszák, a ragadozó madarak, de veszélyesek lehetnek rájuk a kutyák is. A katták különféle növényi részekkel, levelekkel, virágokkal, gyümölcsökkel, fakéreggel és növényi nedvekkel táplálkoznak. Alkalmanként ízeltlábúakat is fogyasztanak.

### Szaporodása
A gyűrűsfarkú maki párzási ideje áprilistól júniusig tart. A szaporodási időben a nőstények a táplálékért versengenek egymással, a hímek pedig a nőstényekért küzdenek. A nőstények 4-4,5 hónapos vemhesség után hozzák világra kölyküket - általában egy utód születik, ám nem ritka az ikerszülés sem. Az újszülöttek többnyire anyjuk hasán kapaszkodnak, majd ahogy nőnek, egyre több időt töltenek a nőstény hátán lovagolva. A kölykök 5 hónapos korukig szopnak, azonban már 2 hónapos koruktól kezdve fogyasztanak szilárd táplálékot is. A felnőtt hímek nem vesznek részt az utódnevelésben. Ivarérettségüket a hímek 2,5, a nőstények 3 éves korukra érik el. Élettartamuk a természetben átlagosan 15-16 év, fogságban azonban elérhetik a 33 évet is.

### Intelligenciája
A Duke Egyetem Főemlős Központjában Elizabeth Brannon tanulmányozta a fajt, és az állatok meglepően jól oldották meg a számítógépes feladványokat. Megállapította, hogy a majmok és a félmajmok különbözősége nem annyira értelmi, mint inkább motivációs. A makik egy érintőképernyős monitoron egymás után különböző képeket láttak, és a megjelenés szerinti sorrendbe kellett őket rendezniük. A feladatot ügyesen végrehajtották, de csak akkor, ha valamilyen édességet remélhettek a jó megoldásért. A majmok szórakozásból is megoldanak ilyen feladványokat, és nem várnak jutalmat. A makik viszont igen, sőt, odáig mentek, hogy egymás orra elől happolták el a nyereményt: az a maki, amelyik hamarabb elkészült, odament a társa számítógépéhez, és befejezte annak megkezdett megoldását, hogy ő kaphassa meg a nyereményt.

## Természetvédelmi helyzete
Bár vadon élő létszáma nem ismert, azonban - mint Madagaszkár teljes élővilágát - élőhelyének elvesztése veszélyezteti. Élőhelyük feldarabolódása miatt az egyes populációk elszigetelődnek egymástól, így genetikai állományuk erőteljesen lecsökkenhet, valamint nőhet a beltenyészet mértéke is. Emellett egyes területeken a vadászat is csökkenti állományát, valamint gyakran fogják be őket, és tartják őket házi kedvencként.
A Természetvédelmi Világszövetség (IUCN) a "veszélyeztetett" kategóriába sorolta a fajt.
A gyűrűsfarkú makik csoportos állatok, nappal aktívak, emellett külsejük révén is mindig elnyerik a látogatók rokonszenvét. 
Állatkertekben nagyon gyakori fajnak tekinthető. Magyarországon Budapesten, Debrecenben, Jászberényben, Győrben, Kecskeméten, Miskolcon, Nyíregyházán, Pécsett, Veszprémben, Szegeden és Gyöngyösön mutatnak be gyűrűsfarkú makikat.

## Képek

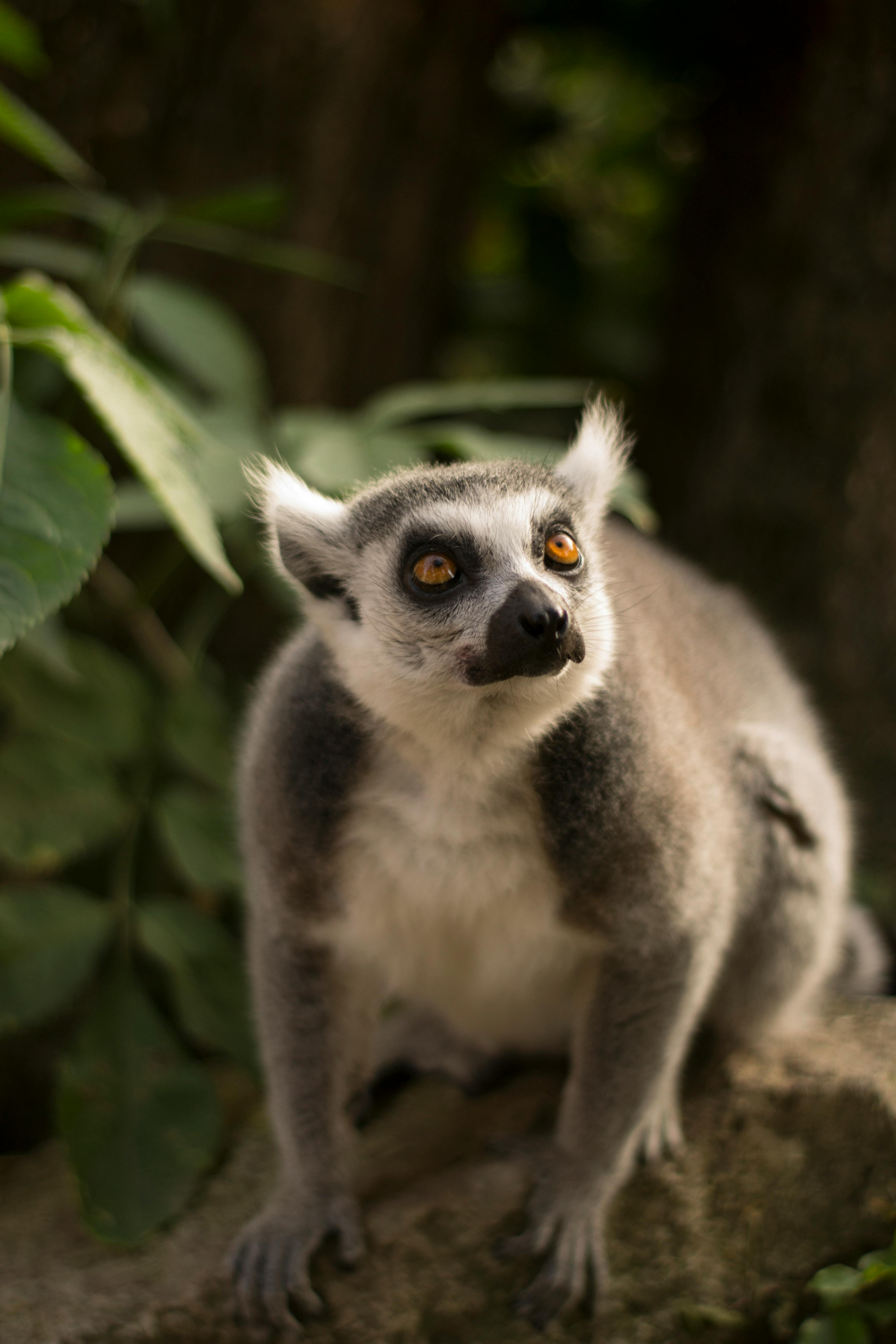
Érdeklődő maki

|  |  |  |